# Antoine Bozio
Antoine Bozio, né le 24 avril 1978, est un économiste franco-suisse qui enseigne à l'EHESS et à l'École d'économie de Paris. Il est fondateur et directeur de l'Institut des politiques publiques et lauréat du prix du meilleur jeune économiste de France 2017. 

## Biographie

### Jeunesse et études
Ancien élève du lycée du Parc, il a ensuite intégré l'École normale supérieure en 1999. Il est Special Student à Harvard de 2002 à 2003 puis obtient son doctorat en sciences économiques en 2006 à l'EHESS.

### Parcours professionnel
Il a notamment publié avec son directeur de thèse Thomas Piketty Pour un nouveau système de retraite (2008), un ouvrage qui analyse le système de retraites français et propose un système de comptes notionnels de retraites en suivant la réforme suédoise. 